# Kompania braci (książka)
Kompania braci (pełny tytuł: Kompania braci. Kompania E 506 Pułku 101 Dywizji Powietrznodesantowej. Od Normandii do Orlego Gniazda Hitlera, tytuł oryginalny: Band of brothers. E Company 506th Regiment 101st Airbourne Division. From Normandy to the Hitler’s Eagle’s Nest) – książka historyczna autorstwa Stephena Ambrose' a, opowiadająca o losach kompanii E 506 Pułku Piechoty Spadochronowej 101 Dywizji Powietrznodesantowej od chwili sformowania do rozwiązania. Na jej podstawie powstał dziesięcioodcinkowy serial telewizyjny o tym samym tytule emitowany przez telewizję HBO.

## Treść
Książka opowiada historię tytułowej kompanii począwszy od sformowania w Camp Toccoa w Stanach Zjednoczonych w 1942 roku i szkolenia w Anglii. Przedstawia w dalszej kolejności jej wejście do akcji w Normandii, bitwę o Carentan, dalsze walki w Holandii, Belgii i Niemczech, a wreszcie powrót do kraju w 1945 roku. Wspomina też o powojennych losach jej członków. Książka oparta jest na ustnych relacjach weteranów kompanii E, w tym Richarda Wintersa, a została osadzona w szerszym kontekście dzięki kronice 506 Pułku pt. Currahee i książkach o historii 101 Dywizji Powietrznodesantowej.